# Fitz Roy
Monte Fitz Roy (3.405 m.o.h.) er også kendt som Cerro Chaltén, Cerro Fitz Roy, eller blot Mount Fitz Roy. Bjerget ligger i nærheden af landsbyen El Chaltén ved den sydlige del af indlandsisen i Patagonien, på grænsen mellem Argentina og Chile. Første bestigning af bjerget blev foretaget i 1952 af de franske alpinister Lionel Terray og Guido Magnone. Fitz Roy er blandt verdens mest udfordrende bjerge for bjergbestigere. Bestigning vanskeliggøres dels af at bjergets sider består af lodrette granitvægge på over 1.000 meters højde, og dels pga. det generelt dårlige vejr og hyppige storme, der kommer ind fra Stillehavet. Fitz Roy fik sin første danske bestigning i 2013 af Kristoffer Szilas via ruten Supercanaleta. Et andet berømt bjerg i dette område er Cerro Torre der er 3.128 moh. 